# Ætt
L'ætt del nòrdic antic ætt - era un clan familiar escandinau basat en descendents en comú o en l'acceptació formal dins el grup en un þing. En absència de força polítiques, el clan era la principal força de seguretat en la societat nòrdica, ja que els homes eren obligats per honor a venjar l'un a l'altre. Els clans nòrdics no estaven lligats a un cert territori de la mateixa manera que els clans escocesos, on el cap posseïa el territori. La terra dels clans escandinaus era posseïda pels individus que tenien veïns propers d'altres clans. El nom del clan era derivat el del seu avantpassat, sovint seguit dels sufixos -ung o -ing.
A mesura que s'establia un govern central a Escandinàvia, l'ætt va perdre la seva rellevància per als plebeus. Per a la reialesa i els nobles, però, va quedar en ús com nom per a línies i dinasties.
Exemples de clans:
- Waegmunding, a Beowulf.
- Ylfing o Wulfing a Beowulf i sagues nòrdiques.
- Yngling (Casa de Munsö)
- Skjöldung
- Völsung
- Folkung
- Dagling
- Giskeätten

## Runes

Ætt de fehu en el futhark antic.

Ætt de hagall al futhark antic.

Ætt de tiwaz al futhark antic.

També es deia ætt als subgrups de runes consecutives en què s'agrupaven aquestes lletres dins de l'alfabet rúnic. En l'alfabet futhark antic que tenia 24 runes existien tres ætts, de 8 runes cadascun. Al futhark recent que tenia 16 runes també hi havia tres ætts, amb 6 runes el primer i 5 cada un dels dos següents. Quant al futhorc en la seva versió de 29 runes hi havia quatre ætts, de vuit runes els tres primers i quatre el darrer, cinc en una època posterior.
Els ætts s'anomenaven per la runa que encapçalava el grup. El futhark antic estava compost pels ætts de fehu, haglaz i tiwaz. Al futhark recent encara que els grups eren més petits estaven encapçalats per les mateixes lletres que llavors es nomenaven fé, hagall i tyr. Els ætts també es van nomenar amb els noms dels déus Freyr, Odin i Týr, respectivament. A més d'aquests tres del futhark antic el futhorc tenia un quart, el ætt d'ác.